# Tammo von Verden
Tammo oder Tamno († 7. Dezember 1188) war von 1180 bis 1188 Bischof von Verden.
Er war Domherr in Verden und hatte zuletzt das Amt eines Thesaurarius inne. Nach dem Tod von Bischof Hugo, der das Amt von 1167 bis 1180 ausgeübt hatte, wurde er zum Bischof gewählt. Im Vergleich zu seinem Vorgänger war das Handeln von Tammo eher regional ausgerichtet.
Er war 1180 auf dem Hoftag zu Gelnhausen anwesend, auf dem Heinrich der Löwe das Stammesherzogtum Sachsen entzogen wurde. Er war dort Zeuge eines Fürstenspruchs zu Gunsten des Bischofs von Basel. Bischof Tammo weihte 1185 den zweiten romanischen Dom, eine Basilika mit Querschiff, in der Stadt und schenkte ihm eine kostbare Ausstattung mit Altar und Goldener Madonna.